# Panelas
Panelas là một đô thị thuộc bang Pernambuco, Brasil. Đô thị này có diện tích 372 km², dân số năm 2007 là 25006 người, mật độ 67,22 người/km².